# Baños de Camiña
La vertiente de Camiña es un manantial termal ubicado en la Región de Tarapacá utilizados para fines medicinales.

## Ubicación
OpenStreetMap muestra al oeste de Pica una localidad llamada "Comiña", pero el IGM la llama "Comina". En ninguno de los mapas figura como baños, termas o manantial.

## Historia
Luis Risopatrón lo describe en su Diccionario Jeográfico de Chile de 1924:: 127 
Camiña (Vertiente) 20° 30’ 69° 21'. De agua termal, se encuentra en el borde E de la pampa del Tamarugal, a corta distancia al W del pueblo de Pica. 63, p. 101; i termas Baños de Camiña en 68, p. 36.